# Campeonato Asiático de Atletismo Júnior de 1999
A 8ª edição do Campeonato Asiático de Atletismo Júnior foi o evento esportivo organizado pela Associação Asiática de Atletismo (AAA) para atletas com até 20 anos classificados como Júnior. O evento ocorreu na cidade de  Singapura,  em Singapura, no período de  30 de setembro e 3 de outubro de 1999. Foram disputadas 43 provas no campeonato, tendo como novidade as provas femininas do salto com vara e o lançamento de martelo. Essa é a segunda vez que Singapura sedia o evento, sendo a primeira na edição em 1988. 

## Medalhistas

### Masculino
| Evento                      | Ouro                                                                          | Ouro     | Prata                                     | Prata    | Bronze                            | Bronze   |
| --------------------------- | ----------------------------------------------------------------------------- | -------- | ----------------------------------------- | -------- | --------------------------------- | -------- |
| 100 metros                  | Kazuya Kitamura · Japão                                                       | 10.56    | Yang Yaozu · China                        | 10.66    | Shingo Suetsugu · Japão           | 10.68    |
| 200 metros                  | Sittichai Suwonprateep · Tailândia                                            | 20.96    | Yang Yaozu · China                        | 21.10    | Yusuke Omae · Japão               | 21.17    |
| 400 metros                  | Salah-el-Din Bakar · Catar                                                    | 45.85    | Hamdan Al-Bishi · Arábia Saudita          | 45.98    | Mitsuhiro Sato · Japão            | 46.75    |
| 800 metros                  | Salah Taib Fadlallah · Arábia Saudita                                         | 1:49.17  | Mohammad Al-Azemi · Kuwait                | 1:49.53  | Binu Mathews · Índia              | 1:49.60  |
| 1.500 metros                | Abubaker Ali Kamal · Catar                                                    | 3:42.46  | Dou Zhaobo · China                        | 3:44.09  | Zhao Yunhai · China               | 3:45.86  |
| 5.000 metros                | Sun Hongru · China                                                            | 14:46.84 | Mukhlid Al-Otaibi · Arábia Saudita        | 14:46.89 | Abdulaziz Al-Ameri · Catar        | 14:47.31 |
| 10.000 metros               | Mukhlid Al-Otaibi · Arábia Saudita                                            | 30:11.05 | Gojen Singh · Índia                       | 30:30.91 | Kazushi Hara · Japão              | 31:11.03 |
| 110 metros com barreiras    | Katsuya Hagino · Japão                                                        | 14.42    | Rouhollah Ashgari Irão                    | 14.55    | Yang Chia-Lin · Taipé Chinesa     | 14.58    |
| 400 metros com barreiras    | Hisatoshi Hotta · Japão                                                       | 51.16    | Li Zhijun · China                         | 51.70    | Meng Yan · China                  | 52.09    |
| 3.000 metros com obstáculos | Said Al-Harasi · Catar                                                        | 8:54.65  | Jassim Mohamed · Emirados Árabes Unidos   | 8:56.05  | Sun Hongru · China                | 8:59.70  |
| Revezamento 4 x 100 metros  | Japão · Kazuya Kitamura · Yuta Kanno · Shingo Suetsugu · Yusuke Omae          | 39.86    | Arábia Saudita                            | 40.18    | Tailândia                         | 40.63    |
| Revezamento 4 x 400 metros  | Japão · Mitsuhiro Sato · Naohiro Kawakita · Shinji Itabashi · Hisatoshi Hotta | 3:07.38  | Arábia Saudita                            | 3:09.66  | Catar                             | 3:11.35  |
| Marcha atlética 10 km       | Wang Shigang · China                                                          | 44:55.00 | Gurdev Singh · Índia                      | 44:55.73 | Eiichi Yoshizawa · Japão          | 45:15.17 |
| Salto em altura             | Naoyuki Daigo · Japão                                                         | 2.21 m   | Cui Kai · China                           | 2.15 m   | Akio Fujiki · Japão               | 2.15 m   |
| Salto com vara              | Tatsuhiko Yasukawa · Japão                                                    | 5.20 m = | Shunsuke Shimo · Japão                    | 5.00 m   | Liu Chun-Wei · Taipé Chinesa      | 4.80 m   |
| Salto em comprimento        | Dong Baohua · China                                                           | 7.72 m   | Son Il-Shik Coreia do Sul                 | 7.54 m   | Keisuke Nakamura · Japão          | 7.42 m   |
| Salto triplo                | Mohd Abdulaziz · Catar                                                        | 16.21 m  | Shen Wei · China                          | 15.76 m  | Ibrahim Abubaker · Catar          | 15.69 m  |
| Arremesso de peso           | Ahmed Gholoum · Kuwait                                                        | 17.87 m  | Cong Wei · China                          | 17.58 m  | Kuldeep Singh Mann · Índia        | 16.88 m  |
| Arremesso de disco          | Rashid Shafi Al-Dosari · Catar                                                | 55.28 m  | Adel Saber Salem · Emirados Árabes Unidos | 53.28 m  | Yan Xiaoming · China              | 52.59 m  |
| Lançamento do martelo       | Dilshod Nazarov · Tajiquistão                                                 | 63.56 m  | Shen Yi · China                           | 63.10 m  | Vinod Singh Kumar · Índia         | 59.17 m  |
| Lançamento do dardo         | Song Dong-Hyun Coreia do Sul                                                  | 71.88 m  | Li Duanwu · China                         | 68.99 m  | Park Jae-Myeong Coreia do Sul     | 68.05 m  |
| Decatlo                     | Ahmad Hassan Moussa · Catar                                                   | 7387 pts | Cao Wen · China                           | 7292 pts | Mohd Malik Ahmed Tobias · Malásia | 6868 pts |

### Feminino
| Evento                     | Ouro                                                   | Ouro     | Prata                           | Prata    | Bronze                          | Bronze   |
| -------------------------- | ------------------------------------------------------ | -------- | ------------------------------- | -------- | ------------------------------- | -------- |
| 100 metros                 | Qin Wangping · China                                   | 11.55    | Irene Joseph · Indonésia        | 11.89    | Zhu Yuanhong · China            | 12.12    |
| 200 metros                 | Qin Wangping · China                                   | 23.80    | Vinita Tripathi · Índia         | 24.51    | Irene Joseph · Indonésia        | 24.64    |
| 400 metros                 | Cui Lin · China                                        | 53.51    | Yelena Piskunova · Uzbequistão  | 54.43    | Sathi Geetha · Índia            | 55.03    |
| 800 metros                 | Lee Ya-Hui · Taipé Chinesa                             | 2:06.47  | Tomoko Matsushima · Japão       | 2:07.08  | Yan Junli · China               | 2:07.96  |
| 1.500 metros               | Irina Podkorytova · Cazaquistão                        | 4:22.61  | Geeta Manral · Índia            | 4:25.25  | Yan Junli · China               | 4:25.51  |
| 5.000 metros               | Jong Yong-Ok · Coreia do Norte                         | 16:55.28 | Ri Myong Sil · Coreia do Norte  | 16:58.69 | Kayoko Fukushi · Japão          | 17:08.10 |
| 10.000 metros              | Jin Li · China                                         | 35:51.34 | Jong Yong-Ok · Coreia do Norte  | 35:53.33 | Ri Myong Sil · Coreia do Norte  | 35:57.70 |
| 100 metros com barreiras   | Takako Baba · Japão                                    | 14.07    | Liu Li · China                  | 14.07    | Lin Yueh-Chin · Taipé Chinesa   | 14.54    |
| 400 metros com barreiras   | Yang Junli · China                                     | 59.36    | Yelena Piskunova · Uzbequistão  | 59.90    | Li Shuju · China                | 59.93    |
| Revezamento 4 x 100 metros | China · Liu Li · Zhu Yuanhong · Cui Lin · Qin Wangping | 46.05    | Índia                           | 46.22    | Japão                           | 46.46    |
| Revezamento 4 x 400 metros | China · Li Shuju · Yang Junli · Yan Junli · Cui Lin    | 3:39.50  | Índia                           | 3:41.62  | Japão                           | 3:42.55  |
| Marcha atlética 10 km      | Li Yurui · China                                       | 51:20.39 | Mayumi Kawasaki · Japão         | 52:36.98 | Ha Mingming · China             | 53:09.82 |
| Salto em altura            | Tatyana Efimenko · Quirguistão                         | 1.88 m = | Netnapa Thaiking · Tailândia    | 1.83 m   | Wang Chen · China               | 1.81 m   |
| Salto com vara             | Tang Junmei · China                                    | 4.10 m   | Chang Ko-Hsin · Taipé Chinesa   | 4.00 m   | Kuan Mei-Lien · Taipé Chinesa   | 3.80 m   |
| Salto em comprimento       | Pan Wangxing · China                                   | 6.20 m   | Olessya Belyayeva · Cazaquistão | 6.09 m   | Takako Baba · Japão             | 6.08 m   |
| Salto triplo               | Viktoriya Brigadnaya Turquemenistão                    | 13.97 m  | Anna Tarasova · Cazaquistão     | 13.76 m  | Yu Shaohua · China              | 13.25 m  |
| Arremesso de peso          | Li Meiju · China                                       | 16.45 m  | Hong Mei · China                | 15.34 m  | Chinatsu Mori · Japão           | 15.06 m  |
| Arremesso de disco         | Xu Shaoyang · China                                    | 52.74 m  | Harwant Kaur · Índia            | 51.24 m  | Liu Yanxia · China              | 51.22 m  |
| Lançamento do martelo      | Cui Xiaohong · China                                   | 58.93 m  | Masumi Aya · Japão              | 52.22 m  | Liu Hsiang-Chun · Taipé Chinesa | 49.63 m  |
| Lançamento do dardo        | Du Beibei · China                                      | 55.30 m  | Liu Lin · China                 | 52.36 m  | Chen Chia-Yu · Taipé Chinesa    | 46.23 m  |
| Heptatlo                   | Irina Naumenko · Cazaquistão                           | 5557 pts | Wassana Winatho · Tailândia     | 5325 pts | Fumiko Kato · Japão             | 5000 pts |

## Quadro de medalhas
| Ordem | País                   | Ouro | Prata | Bronze |     |
| 1     | China                  | 17   | 13    | 12     | 42  |
| 2     | Japão                  | 8    | 4     | 13     | 25  |
| 3     | Catar                  | 6    | 0     | 3      | 9   |
| 4     | Arábia Saudita         | 2    | 4     | 0      | 6   |
| 5     | Cazaquistão            | 2    | 2     | 0      | 4   |
| 6     | Coreia do Norte        | 1    | 2     | 1      | 4   |
| 7     | Tailândia              | 1    | 2     | 1      | 4   |
| 8     | Taipé Chinesa          | 1    | 1     | 6      | 8   |
| 9     | Coreia do Sul          | 1    | 1     | 1      | 3   |
| 10    | Kuwait                 | 1    | 1     | 0      | 2   |
| 11    | Quirguistão            | 1    | 0     | 0      | 1   |
| 12    | Tajiquistão            | 1    | 0     | 0      | 1   |
| 13    | Turquemenistão         | 1    | 0     | 0      | 1   |
| 14    | Índia                  | 0    | 7     | 4      | 11  |
| 15    | Emirados Árabes Unidos | 0    | 2     | 0      | 2   |
| 16    | Uzbequistão            | 0    | 2     | 0      | 2   |
| 17    | Indonésia              | 0    | 1     | 1      | 2   |
| 18    | Irão                   | 0    | 1     | 0      | 1   |
| 18    | Malásia                | 0    | 0     | 1      | 1   |
| Total | Total                  | 43   | 43    | 43     | 129 |